# The Private Navy of Sgt. O'Farrell
The Private Navy of Sgt. O'Farrell is een Amerikaanse filmkomedie uit 1968 onder regie van Frank Tashlin.

## Verhaal
Sergeant Dan O'Farrell wil het moreel van zijn manschappen opkrikken door een paar knappe verpleegsters in dienst te nemen. Zuster Nellie Krause is echter niet helemaal wat de mannen in gedachten hadden.

## Rolverdeling
| Acteur              | Personage                |
| ------------------- | ------------------------ |
| Bob Hope            | Dan O'Farrell            |
| Phyllis Diller      | Nellie Krause            |
| Jeffrey Hunter      | Lyman P. Jones           |
| Mylène Demongeot    | Gabby                    |
| Gina Lollobrigida   | Maria                    |
| John Myhers         | Roger Snavely            |
| Mako                | Calvin Coolidge Ishimura |
| Henry Wilcoxon      | Arthur L. Stokes         |
| Dick Sargent        | Elwood Prohaska          |
| Christopher Dark    | George Strongbow         |
| Michael Burns       | Johnny Bannon            |
| William Wellman jr. | Korporaal Kennedy        |
| Robert Donner       | Matroos Ogg              |
| Jack Grinnage       | Soldaat Roberts          |
| William Christopher | Jake Schultz             |